# Carlo Sozzi
Carlo Sozzi (Caprino Bergamasco, 28 febbraio 1752 – Burligo, 16 ottobre 1824) è stato un presbitero italiano.

## Biografia
Carlo Sozzi proveniva da una nobile famiglia di Caprino Bergamasco, ove appunto nacque nel 1752, nel Palazzo Sozzi ancora oggi esistente.
Avviato alla carriera ecclesiastica, compì i propri studi a Celana e poi nei seminari diocesani milanesi dove, dopo l'ordinazione sacerdotale (1772), divenne professore di retorica, poi di filosofia e quindi di teologia dogmatica. Dal 1798 al 1808 fu rettore del Seminario Maggiore di Milano. Nel 1808 entrò a far parte del capitolo metropolitano dapprima come teologo, dal 1814 come arcidiacono. Dopo la morte dell'Arcivescovo Giovanni Battista Caprara Montecuccoli, il 21 giugno 1810 il Sozzi venne scelto dal capitolo come vicario generale capitolare, e come tale resse di fatto la diocesi nel periodo di vacanza (1810-1818) tra la morte del Caprara e l'elezione dell'Arcivescovo Karl Kajetan von Gaisruck. Questi, apprezzandone il valore, lo volle suo vicario generale e lo chiamò a far parte del neocostituito consiglio ecclesiastico che raccoglieva i suoi più stretti collaboratori nel governo della diocesi.
Morì a Burligo (BG) il 16 ottobre 1824.
Da ricordare i suoi stretti rapporti con il fratello, anch'egli ecclesiastico, Giuseppe, che fu Abate e Prevosto di Caprino Bergamasco e l'amicizia con Alessandro Manzoni col quale ebbe uno scambio di lettere in relazione alla conversione dello scrittore.